# حساب رمزي

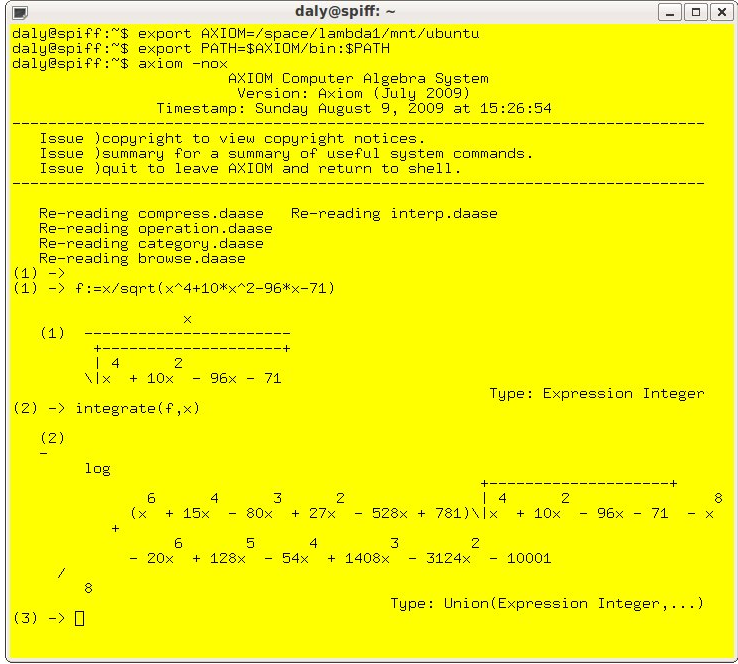

الحساب الرمزي أو الحساب الجبري ينتج من استخدام الآلات، مثل الحاسوب، لمعالجة معادلات رياضية والتعابير الرمزية، بدلا من التلاعب بالكميات العديدية التي تمثلها هذة الرموز. يمكن استخدام هذا النظام لتحقيق التكامل الرمزي أو التمايز، واستبدال أحد التعابير بأخر، وتبسيط التعبير، الخ.
يشار أحيانا لحساب الرمزي التلاعب الرمزي، تجهيز رمزي، ترميز رياضي، أو الجبر الرمزي، لكن قد تشير هذه المصطلحات أيضا إلى التلاعب الغير حسابية.
التطبيقات البرمجية التي تقوم بالحساب الرمزي يطلق عليها أنظمة الجبر الحاسوبي.

## وصلات خارجية
- مقدمة جيدة للتحليل الثابت والبرمجة المنطقية عرض مثال على تطبيق الحساب الرمزي لتنفيذ برنامج التحليل الثابتة.
- معلومات عن الحساب الرمزي موقع جيد للمبتدئين
- ولفرام متكامل — التكامل الرمزي مجانا على النترنت مع ماثماتيكا
- المساعدات الرياضية على الانترنت
- حاسبة الوظائف من WIMS [الإنجليزية]
- حاسبة متكاملة على الأنترنت